# 塔の乙女
『塔の乙女』（スウェーデン語: Jungfrun i tornet）JS 101は、ジャン・シベリウスが完成させた唯一のオペラ。

## 概要
スウェーデン語のリブレットはラファエル・ハルツバリによる。初演は1896年11月7日にヘルシンキ・フィルハーモニー協会の基金立ち上げ行事の一環として演奏会用形式にて行われた。以来3回の上演が行われたところでシベリウスが曲を手直ししたいとして作品を引き上げてしまう。しかし、彼が改訂作業を行うことはなく、曲は1981年にフィンランドのラジオで放送されるまで聴かれないままとなってしまっていた。作品が不成功に終わった原因はリブレットの弱さにあるとされており、スティーヴン・ウォルシュは「生気のない混ぜ物」だと評している。音楽にはリヒャルト・ワーグナーの影響が見られる部分もある。オペラは1幕8場から構成され、演奏時間は約35-40分である。

## 配役
| 人物名     | 声域         | 初演           |
| ---------- | ------------ | -------------- |
| 乙女       | ソプラノ     |                |
| 土地管理人 | バリトン     |                |
| 恋人       | テノール     |                |
| 女城主     | メゾソプラノ | エミー・アクテ |

## あらすじ
時代は中世。土地管理人に言い寄られた乙女がこれを拒絶すると、彼は乙女を攫って自らの城に幽閉してしまう。彼女はどうにか危機を恋人に伝える。彼が乙女を解放するため決闘を挑もうと準備をしていると女城主が到着して土地管理人を捕らえる。乙女と恋人は再会を果たし、オペラは総じて喜ばしく終了する。